# Hyalinobatrachium colymbiphyllum
Espèce
Synonymes
- Centrolenella colymbiphyllum Taylor, 1949
- Hyalinobatrachium crybetes McCranie & Wilson, 1997

Statut de conservation UICN

 LC  : Préoccupation mineure
Hyalinobatrachium colymbiphyllum est une espèce d'amphibiens de la famille des Centrolenidae.

## Répartition
Cette espèce se rencontre de 850 à 1 800 m d'altitude :
- au Honduras dans le département d'Olancho ;
- au Costa Rica ;
- au Panamá ;
- en Colombie dans les départements de Chocó et de Valle del Cauca sur le versant pacifique de la cordillère Occidentale.

## Description

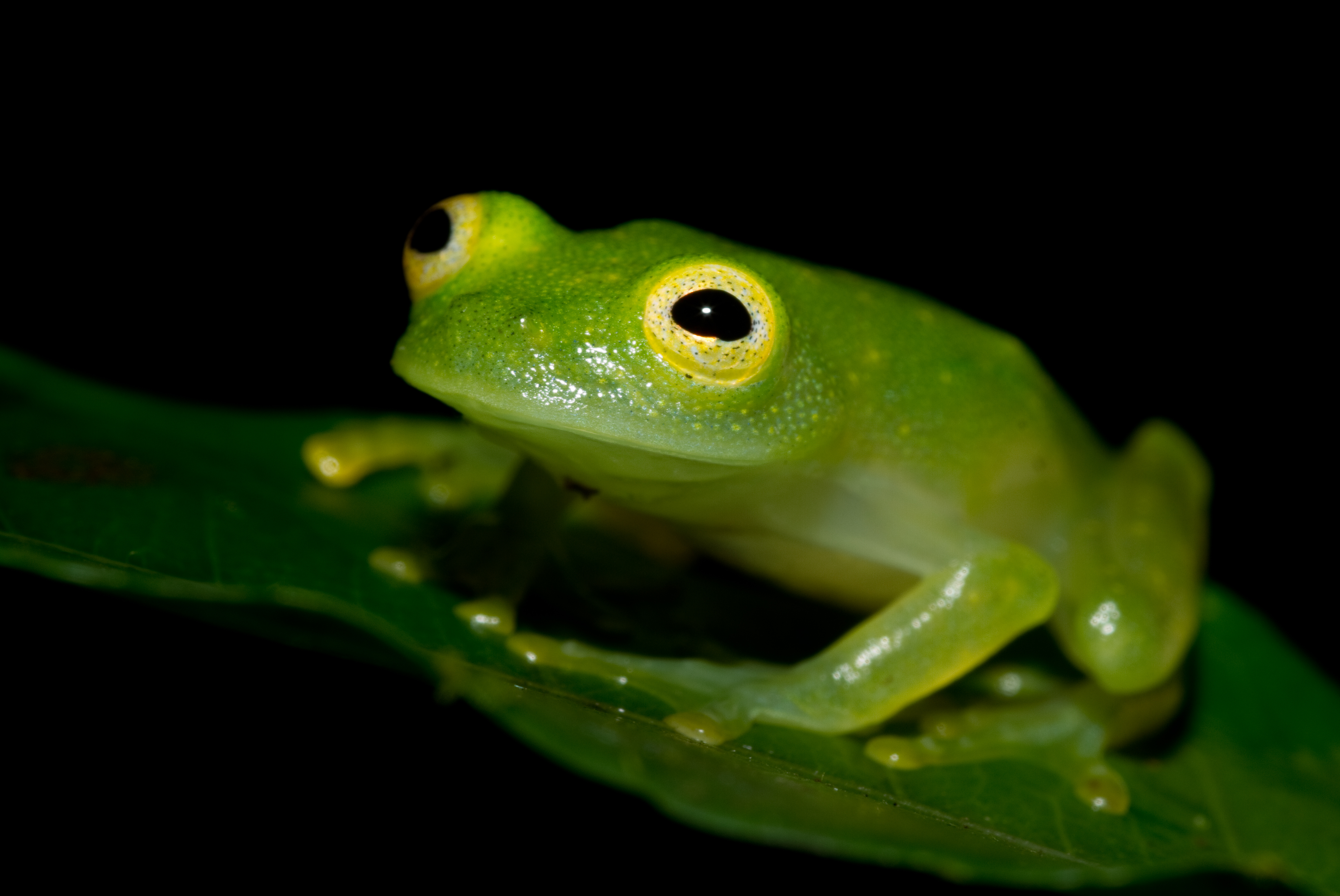
Hyalinobatrachium colymbiphyllum

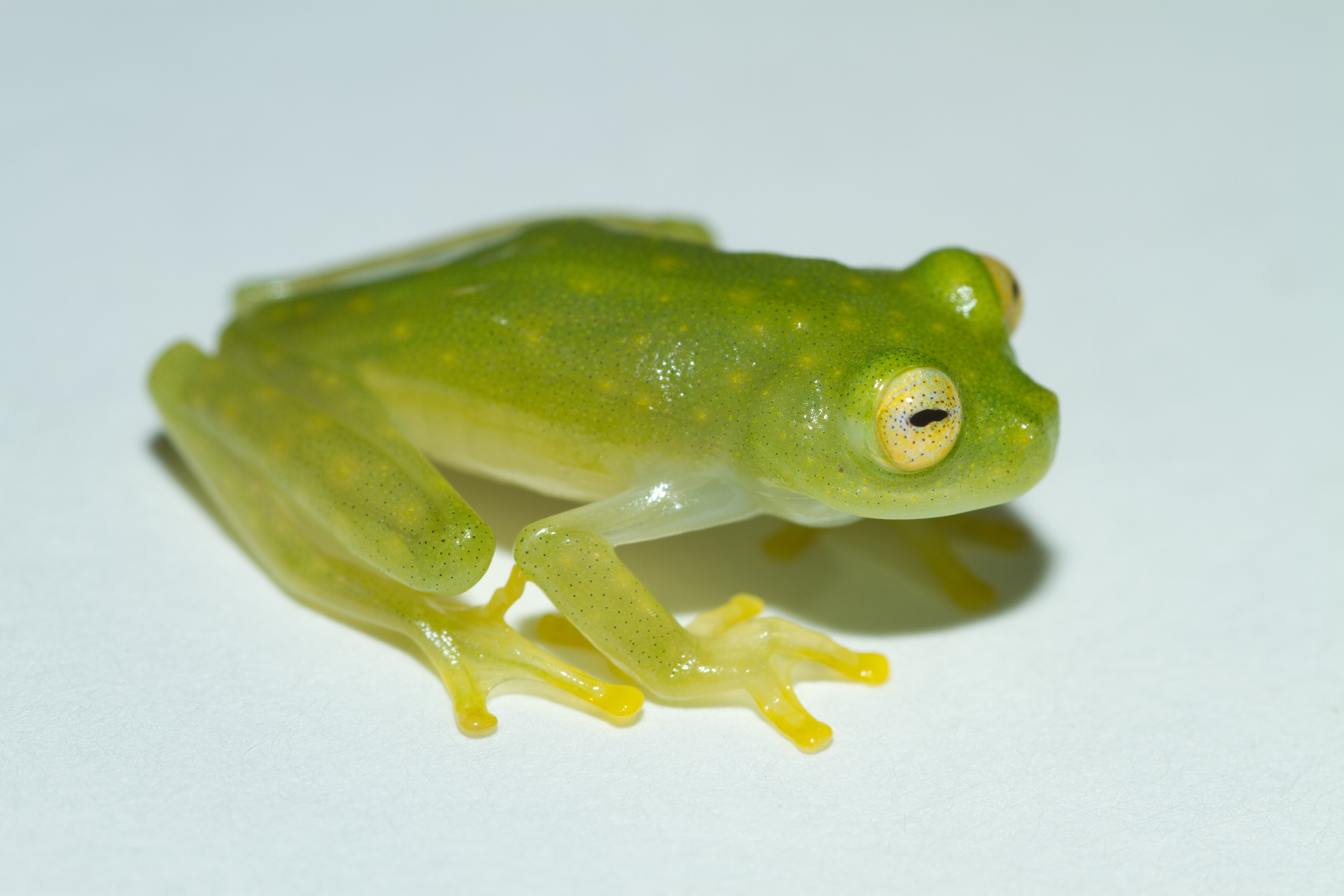
Hyalinobatrachium colymbiphyllum

Les mâles mesurent de 23 à 27 mm et les femelles de 24,5 à 29 mm

## Publication originale
- Taylor, 1949 : Costa Rican frogs of the genera Centrolene and Centrolenella. The University of Kansas Science Bulletin, vol. 33, no 4, p. 257-270 (texte intégral).